# Ministri delle finanze del Belgio
I ministri delle finanze del Belgio dal 1831 ad oggi sono i seguenti.

## Lista
| Ministro                | Ministro          | Ministro                                     | Partito                                  | Governo                  | Mandato                             | Mandato           | Monarca                                   |
| Ministro                | Ministro          | Ministro                                     | Partito                                  | Governo                  | Inizio                              | Fine              | Monarca                                   |
| ----------------------- | ----------------- | -------------------------------------------- | ---------------------------------------- | ------------------------ | ----------------------------------- | ----------------- | ----------------------------------------- |
| Finanze                 |                   |                                              |                                          |                          |                                     |                   |                                           |
|                         |                   | Charles de Brouckère (1796-1860)             | Indipendente liberale                    | de Gerlache              | 26 febbraio 1831                    | 23 marzo 1831     | Erasmo Luigi Surlet de Chokier (reggente) |
| Lebeau I                | 23 marzo 1831     | Charles de Brouckère (1796-1860)             | Indipendente liberale                    | 30 maggio 1831           |                                     |                   | Erasmo Luigi Surlet de Chokier (reggente) |
| Lebeau I                |                   |                                              | Auguste Duvivier (1772-1846)             | Indipendente liberale    | 30 maggio 1831                      | 24 luglio 1831    | Erasmo Luigi Surlet de Chokier (reggente) |
|                         |                   | Jacques Coghen (1791-1858)                   | Indipendente liberale                    | de Muelenaere            | 24 luglio 1831                      | 20 ottobre 1832   | Leopoldo I del Belgio                     |
|                         |                   | Auguste Duvivier (1772-1846)                 | Indipendente liberale                    | Goblet d'Alviella        | 20 ottobre 1832                     | 4 agosto 1834     | Leopoldo I del Belgio                     |
|                         |                   | Edouard d'Huart (1800-1884)                  | Indipendente liberale                    | de Theux de Meylandt I   | 4 agosto 1834                       | 4 febbraio 1839   | Leopoldo I del Belgio                     |
|                         |                   | Félix de Mérode (ad interim) (1791-1857)     | Indipendente confessionale               | de Theux de Meylandt I   | 4 febbraio 1839                     | 18 febbraio 1839  | Leopoldo I del Belgio                     |
|                         |                   | Jean-Pierre Willmar (ad interim) (1790-1858) | Indipendente confessionale               | de Theux de Meylandt I   | 18 febbraio 1839                    | 5 aprile 1839     | Leopoldo I del Belgio                     |
|                         |                   | Léandre Desmaisières (1794-1864)             | Indipendente confessionale               | de Theux de Meylandt I   | 5 aprile 1839                       | 18 aprile 1840    | Leopoldo I del Belgio                     |
|                         |                   | Edouard Mercier (1799-1870)                  | Indipendente liberale                    | Lebeau II                | 18 aprile 1840                      | 13 aprile 1841    | Leopoldo I del Belgio                     |
|                         |                   | Camille de Briey (1799-1877)                 | Indipendente confessionale               | Nothomb                  | 13 aprile 1841                      | 5 agosto 1841     | Leopoldo I del Belgio                     |
|                         |                   | Jean Baptiste Smits (1792-1857)              | Indipendente confessionale               | Nothomb                  | 5 agosto 1841                       | 16 aprile 1843    | Leopoldo I del Belgio                     |
|                         |                   | Edouard Mercier (1799-1870)                  | Indipendente liberale                    | Nothomb                  | 16 aprile 1843                      | 30 luglio 1845    | Leopoldo I del Belgio                     |
|                         |                   | Jules Malou (1810-1886)                      | Indipendente confessionale               | Van de Weyer             | 30 luglio 1845                      | 31 marzo 1846     | Leopoldo I del Belgio                     |
| de Theux de Meylandt II | 31 marzo 1846     | Jules Malou (1810-1886)                      | Indipendente confessionale               | 12 agosto 1847           |                                     |                   | Leopoldo I del Belgio                     |
|                         |                   | Laurent Veydt (1800-1877)                    | Partito Liberale                         | Rogier I                 | 12 agosto 1847                      | 28 maggio 1848    | Leopoldo I del Belgio                     |
|                         |                   | Walthère Frère-Orban (1812-1896)             | Partito Liberale                         | Rogier I                 | 28 maggio 1848                      | 17 settembre 1852 | Leopoldo I del Belgio                     |
|                         |                   | Charles Liedts (ad interim) (1802-1878)      | Partito Liberale                         | Rogier I                 | 17 settembre 1852                   | 31 ottobre 1852   | Leopoldo I del Belgio                     |
| de Brouckère            | 31 ottobre 1852   | Charles Liedts (ad interim) (1802-1878)      | Partito Liberale                         | 30 marzo 1855            |                                     |                   | Leopoldo I del Belgio                     |
|                         |                   | Edouard Mercier (1799-1870)                  | Indipendente confessionale               | de Decker                | 30 marzo 1855                       | 9 novembre 1857   | Leopoldo I del Belgio                     |
|                         |                   | Walthère Frère-Orban (1812-1896)             | Partito Liberale                         | Rogier II                | 9 novembre 1857                     | 3 giugno 1861     | Leopoldo I del Belgio                     |
|                         |                   | Victor Tesch (ad interim) (1812-1892)        | Partito Liberale                         | Rogier II                | 3 giugno 1861                       | 26 ottobre 1861   | Leopoldo I del Belgio                     |
|                         |                   | Walthère Frère-Orban (1812-1896)             | Partito Liberale                         | Rogier II                | 26 ottobre 1861                     | 3 gennaio 1868    | Leopoldo I del Belgio                     |
|                         |                   | Jules Bara (1835-1900)                       | Partito Liberale                         | Frère-Orban I            | 3 gennaio 1868                      | 2 luglio 1870     | Leopoldo II del Belgio                    |
|                         |                   | Pierre Tack (1818-1910)                      | Partito Cattolico                        | d'Anethan                | 2 luglio 1870                       | 3 agosto 1870     | Leopoldo II del Belgio                    |
|                         |                   | Victor Jacobs (1838-1891)                    | Partito Cattolico                        | d'Anethan                | 3 agosto 1870                       | 7 dicembre 1871   | Leopoldo II del Belgio                    |
|                         |                   | Jules Malou (1810-1886)                      | Partito Cattolico                        | Malou I                  | 7 dicembre 1871                     | 19 giugno 1878    | Leopoldo II del Belgio                    |
|                         |                   | Jules Bara (1835-1900)                       | Partito Liberale                         | Frère-Orban II           | 19 giugno 1878                      | 16 giugno 1884    | Leopoldo II del Belgio                    |
|                         |                   | Jules Malou (1810-1886)                      | Partito Cattolico                        | Malou II                 | 16 giugno 1884                      | 26 ottobre 1884   | Leopoldo II del Belgio                    |
|                         |                   | Auguste Beernaert (1829-1912)                | Partito Cattolico                        | Beernaert                | 26 ottobre 1884                     | 26 marzo 1894     | Leopoldo II del Belgio                    |
|                         |                   | Paul de Smet de Naeyer (1843-1913)           | Partito Cattolico                        | de Burlet                | 26 marzo 1894                       | 25 febbraio 1896  | Leopoldo II del Belgio                    |
| de Smet de Naeyer I     | 25 febbraio 1896  | Paul de Smet de Naeyer (1843-1913)           | Partito Cattolico                        | 24 gennaio 1899          |                                     |                   | Leopoldo II del Belgio                    |
|                         |                   | Julien Liebaert (1848-1930)                  | Partito Cattolico                        | Vandenpeereboom          | 24 gennaio 1899                     | 5 agosto 1899     | Leopoldo II del Belgio                    |
|                         |                   | Paul de Smet de Naeyer (1843-1913)           | Partito Cattolico                        | de Smet de Naeyer II     | 5 agosto 1899                       | 2 maggio 1907     | Leopoldo II del Belgio                    |
|                         |                   | Julien Liebaert (1848-1930)                  | Partito Cattolico                        | de Trooz                 | 2 maggio 1907                       | 9 gennaio 1908    | Leopoldo II del Belgio                    |
| Schollaert              | 9 gennaio 1908    | Julien Liebaert (1848-1930)                  | Partito Cattolico                        | 17 giugno 1911           | Alberto I del Belgio                |                   |                                           |
|                         |                   | Michel Levie (1851-1939)                     | Partito Cattolico                        | de Broqueville I         | Alberto I del Belgio                | 17 giugno 1911    | 28 febbraio 1914                          |
|                         |                   | Aloys Van de Vyvere (1871-1961)              | Partito Cattolico                        | de Broqueville I         | Alberto I del Belgio                | 28 febbraio 1914  | 18 gennaio 1916                           |
| de Broqueville II       | 18 gennaio 1916   | Aloys Van de Vyvere (1871-1961)              | Partito Cattolico                        | 1º giugno 1918           | Alberto I del Belgio                |                   |                                           |
| Cooreman                | 1º giugno 1918    | Aloys Van de Vyvere (1871-1961)              | Partito Cattolico                        | 21 novembre 1918         | Alberto I del Belgio                |                   |                                           |
|                         |                   | Léon Delacroix (1867-1929)                   | Partito Cattolico                        | Delacroix I              | Alberto I del Belgio                | 21 novembre 1918  | 2 dicembre 1919                           |
| Delacroix II            | 2 dicembre 1919   | Léon Delacroix (1867-1929)                   | Partito Cattolico                        | 20 novembre 1920         | Alberto I del Belgio                |                   |                                           |
|                         |                   | George Theunis (1873-1966)                   | Partito Cattolico                        | Carton de Wiart          | Alberto I del Belgio                | 20 novembre 1920  | 16 dicembre 1921                          |
| Theunis I               | 16 dicembre 1921  | George Theunis (1873-1966)                   | Partito Cattolico                        | 13 maggio 1925           | Alberto I del Belgio                |                   |                                           |
|                         |                   | Aloys Van de Vyvere (1871-1961)              | Unione Cattolica Belga                   | Van de Vyvere            | Alberto I del Belgio                | 13 maggio 1925    | 17 giugno 1925                            |
|                         |                   | Albert-Edouard Janssen (1883-1966)           | Unione Cattolica Belga                   | Poullet                  | Alberto I del Belgio                | 17 giugno 1925    | 20 maggio 1926                            |
|                         |                   | Maurice Houtart (1866-1939)                  | Unione Cattolica Belga                   | Jaspar I                 | Alberto I del Belgio                | 20 maggio 1926    | 22 novembre 1927                          |
| Jaspar II               | 22 novembre 1927  | Maurice Houtart (1866-1939)                  | Unione Cattolica Belga                   | 4 dicembre 1929          | Alberto I del Belgio                |                   |                                           |
| Renkin                  | 15 giugno 1931    | Maurice Houtart (1866-1939)                  | Unione Cattolica Belga                   | 22 febbraio 1932         | Alberto I del Belgio                |                   |                                           |
| Renkin                  |                   |                                              | Jules Renkin (1862-1934)                 | Unione Cattolica Belga   | Alberto I del Belgio                | 22 febbraio 1932  | 22 ottobre 1932                           |
|                         |                   | Henri Jaspar (1870-1939)                     | Unione Cattolica Belga                   | de Broqueville III       | Alberto I del Belgio                | 22 ottobre 1932   | 12 giugno 1934                            |
|                         |                   | Gustave Sap (1886-1940)                      | Unione Cattolica Belga                   | de Broqueville III       | 12 giugno 1934                      | 29 novembre 1934  | Leopoldo III del Belgio                   |
|                         |                   | Camille Gutt (1884-1971)                     | Indipendente                             | Theunis II               | 29 novembre 1934                    | 25 marzo 1935     | Leopoldo III del Belgio                   |
|                         |                   | Max-Léo Gérard (1879-1955)                   | Partito Liberale                         | Van Zeeland I            | 25 marzo 1935                       | 13 giugno 1936    | Leopoldo III del Belgio                   |
|                         |                   | Hendrik de Man (1885-1953)                   | Partito Operaio Belga                    | Van Zeeland II           | 13 giugno 1936                      | 24 novembre 1937  | Leopoldo III del Belgio                   |
| Janson                  | 24 novembre 1937  | Hendrik de Man (1885-1953)                   | Partito Operaio Belga                    | 12 marzo 1938            |                                     |                   | Leopoldo III del Belgio                   |
| Janson                  |                   |                                              | Eugène Soudan (1880-1960)                | Partito Operaio Belga    | 12 marzo 1938                       | 15 maggio 1938    | Leopoldo III del Belgio                   |
|                         |                   | Max-Léo Gérard (1879-1955)                   | Partito Liberale                         | Spaak I                  | 15 maggio 1938                      | 6 dicembre 1938   | Leopoldo III del Belgio                   |
|                         |                   | Albert-Edouard Janssen (1883-1966)           | Blocco Cattolico                         | Spaak I                  | 6 dicembre 1938                     | 22 febbraio 1939  | Leopoldo III del Belgio                   |
|                         |                   | Camille Gutt (1884-1971)                     | Indipendente                             | Pierlot I                | 22 febbraio 1939                    | 18 aprile 1939    | Leopoldo III del Belgio                   |
| Pierlot II              | 18 aprile 1939    | Camille Gutt (1884-1971)                     | Indipendente                             | 3 settembre 1939         |                                     |                   | Leopoldo III del Belgio                   |
| Pierlot III             | 3 settembre 1939  | Camille Gutt (1884-1971)                     | Indipendente                             | 23 agosto 1940           |                                     |                   | Leopoldo III del Belgio                   |
| Pierlot IV              | 23 ottobre 1940   | Camille Gutt (1884-1971)                     | Indipendente                             | 26 settembre 1944        |                                     |                   | Leopoldo III del Belgio                   |
| Pierlot V               | 26 settembre 1944 | Camille Gutt (1884-1971)                     | Indipendente                             | 12 dicembre 1944         | Carlo Teodoro del Belgio (reggente) |                   |                                           |
| Pierlot VI              | 12 dicembre 1944  | Camille Gutt (1884-1971)                     | Indipendente                             | 12 febbraio 1945         | Carlo Teodoro del Belgio (reggente) |                   |                                           |
|                         |                   | Gaston Eyskens (1905-1988)                   | Blocco Cattolico                         | Van Acker I              | Carlo Teodoro del Belgio (reggente) | 12 febbraio 1945  | 2 agosto 1945                             |
|                         |                   | Franz de Voghel (1903-1995)                  | Indipendente                             | Van Acker II             | Carlo Teodoro del Belgio (reggente) | 2 agosto 1945     | 13 marzo 1946                             |
| Spaak II                | 13 marzo 1946     | Franz de Voghel (1903-1995)                  | Indipendente                             | 31 marzo 1946            | Carlo Teodoro del Belgio (reggente) |                   |                                           |
| Van Acker III           | 31 marzo 1946     | Franz de Voghel (1903-1995)                  | Indipendente                             | 3 agosto 1946            | Carlo Teodoro del Belgio (reggente) |                   |                                           |
|                         |                   | Jean Vauthier (1888-1980)                    | Indipendente                             | Huysmans                 | Carlo Teodoro del Belgio (reggente) | 3 agosto 1946     | 20 marzo 1947                             |
|                         |                   | Gaston Eyskens (1905-1988)                   | Partito Sociale Cristiano                | Spaak III                | Carlo Teodoro del Belgio (reggente) | 20 marzo 1947     | 27 novembre 1948                          |
| Spaak IV                | 27 novembre 1948  | Gaston Eyskens (1905-1988)                   | Partito Sociale Cristiano                | 11 agosto 1949           | Carlo Teodoro del Belgio (reggente) |                   |                                           |
|                         |                   | Henri Liebaert (1895-1977)                   | Partito Liberale                         | Eyskens I                | Carlo Teodoro del Belgio (reggente) | 11 agosto 1949    | 8 giugno 1950                             |
|                         |                   | Jean Van Houtte (1907-1991)                  | Partito Sociale Cristiano                | Duvieusart               | Carlo Teodoro del Belgio (reggente) | 8 giugno 1950     | 16 agosto 1950                            |
| Pholien                 | 16 agosto 1950    | Jean Van Houtte (1907-1991)                  | Partito Sociale Cristiano                | 15 gennaio 1952          | Carlo Teodoro del Belgio (reggente) |                   |                                           |
|                         |                   | Albert-Edouard Janssen (1883-1966)           | Partito Sociale Cristiano                | Van Houtte               | 15 gennaio 1952                     | 23 aprile 1954    | Baldovino del Belgio                      |
|                         |                   | Henri Liebaert (1895-1977)                   | Partito Liberale                         | Van Acker IV             | 23 aprile 1954                      | 26 giugno 1958    | Baldovino del Belgio                      |
|                         |                   | Jean Van Houtte (1907-1991)                  | Partito Sociale Cristiano                | Eyskens II               | 26 giugno 1958                      | 6 novembre 1958   | Baldovino del Belgio                      |
| Eyskens III             | 6 novembre 1958   | Jean Van Houtte (1907-1991)                  | Partito Sociale Cristiano                | 25 aprile 1961           |                                     |                   | Baldovino del Belgio                      |
|                         |                   | André Dequae (1915-2006)                     | Partito Sociale Cristiano                | Lefèvre                  | 25 aprile 1961                      | 28 luglio 1965    | Baldovino del Belgio                      |
|                         |                   | Gaston Eyskens (1905-1988)                   | Partito Sociale Cristiano                | Harmel                   | 28 luglio 1965                      | 19 marzo 1966     | Baldovino del Belgio                      |
|                         |                   | Robert Henrion (1915-1997)                   | Partito della Libertà e del Progresso    | Vanden Boeynants I       | 19 marzo 1966                       | 17 giugno 1968    | Baldovino del Belgio                      |
|                         |                   | Jean-Charles Snoy et d'Oppuers (1907-1991)   | Partito Social-Cristiano                 | Eyskens IV               | 17 giugno 1968                      | 20 gennaio 1972   | Baldovino del Belgio                      |
|                         |                   | André Vlerick (1919-1990)                    | Partito Popolare Cristiano               | Eyskens V                | 20 gennaio 1972                     | 26 gennaio 1973   | Baldovino del Belgio                      |
|                         |                   | Willy De Clercq (1927-2011)                  | Partito della Libertà e del Progresso    | Leburton I               | 26 gennaio 1973                     | 23 ottobre 1973   | Baldovino del Belgio                      |
| Leburton II             | 23 ottobre 1973   | Willy De Clercq (1927-2011)                  | Partito della Libertà e del Progresso    | 25 aprile 1974           |                                     |                   | Baldovino del Belgio                      |
| Tindemans I             | 25 aprile 1974    | Willy De Clercq (1927-2011)                  | Partito della Libertà e del Progresso    | 11 giugno 1974           |                                     |                   | Baldovino del Belgio                      |
| Tindemans II            | 11 giugno 1974    | Willy De Clercq (1927-2011)                  | Partito della Libertà e del Progresso    | 7 marzo 1977             |                                     |                   | Baldovino del Belgio                      |
| Tindemans III           | 7 marzo 1977      | Willy De Clercq (1927-2011)                  | Partito della Libertà e del Progresso    | 3 giugno 1977            |                                     |                   | Baldovino del Belgio                      |
|                         |                   | Gaston Geens (1931-2002)                     | Partito Popolare Cristiano               | Tindemans IV             | 3 giugno 1977                       | 20 ottobre 1978   | Baldovino del Belgio                      |
| Vanden Boeynants II     | 20 ottobre 1978   | Gaston Geens (1931-2002)                     | Partito Popolare Cristiano               | 3 aprile 1979            |                                     |                   | Baldovino del Belgio                      |
| Martens I               | 3 aprile 1979     | Gaston Geens (1931-2002)                     | Partito Popolare Cristiano               | 23 gennaio 1980          |                                     |                   | Baldovino del Belgio                      |
| Martens II              | 23 gennaio 1980   | Gaston Geens (1931-2002)                     | Partito Popolare Cristiano               | 18 maggio 1980           |                                     |                   | Baldovino del Belgio                      |
|                         |                   | Robert Henrion (1915-1997)                   | Partito Riformatore Liberale             | Martens III              | 18 maggio 1980                      | 29 giugno 1980    | Baldovino del Belgio                      |
|                         |                   | Paul Hatry (1915-1997)                       | Partito Riformatore Liberale             | Martens III              | 29 giugno 1980                      | 22 ottobre 1980   | Baldovino del Belgio                      |
|                         |                   | Mark Eyskens (1933)                          | Partito Popolare Cristiano               | Martens IV               | 22 ottobre 1980                     | 6 aprile 1981     | Baldovino del Belgio                      |
|                         |                   | Robert Vandeputte (1908-1997)                | Partito Popolare Cristiano               | Eyskens                  | 6 aprile 1981                       | 17 dicembre 1981  | Baldovino del Belgio                      |
|                         |                   | Willy De Clercq (1927-2011)                  | Partito della Libertà e del Progresso    | Martens V                | 17 dicembre 1981                    | 6 gennaio 1985    | Baldovino del Belgio                      |
|                         |                   | Frans Grootjans (1922-1999)                  | Partito della Libertà e del Progresso    | Martens V                | 6 gennaio 1985                      | 28 novembre 1985  | Baldovino del Belgio                      |
|                         |                   | Mark Eyskens (1933)                          | Partito Popolare Cristiano               | Martens VI               | 28 novembre 1985                    | 21 ottobre 1987   | Baldovino del Belgio                      |
| Martens VII             | 21 ottobre 1987   | Mark Eyskens (1933)                          | Partito Popolare Cristiano               | 9 maggio 1988            |                                     |                   | Baldovino del Belgio                      |
|                         |                   | Philippe Maystadt (1948-2017)                | Partito Social-Cristiano                 | Martens VIII             | 9 maggio 1988                       | 29 settembre 1991 | Baldovino del Belgio                      |
| Martens IX              | 29 settembre 1991 | Philippe Maystadt (1948-2017)                | Partito Social-Cristiano                 | 7 marzo 1992             |                                     |                   | Baldovino del Belgio                      |
| Dehaene I               | 7 marzo 1992      | Philippe Maystadt (1948-2017)                | Partito Social-Cristiano                 | 23 giugno 1995           |                                     |                   | Baldovino del Belgio                      |
| Dehaene II              | 23 giugno 1995    | Philippe Maystadt (1948-2017)                | Partito Social-Cristiano                 | 19 giugno 1998           | Alberto II del Belgio               |                   |                                           |
| Dehaene II              |                   |                                              | Jean-Jacques Viseur (1946)               | Partito Social-Cristiano | Alberto II del Belgio               | 19 giugno 1998    | 12 luglio 1999                            |
|                         |                   | Didier Reynders (1958)                       | Movimento Riformatore                    | Verhofstadt I            | Alberto II del Belgio               | 12 luglio 1999    | 11 luglio 2003                            |
| Verhofstadt II          | 11 luglio 2003    | Didier Reynders (1958)                       | Movimento Riformatore                    | 21 dicembre 2007         | Alberto II del Belgio               |                   |                                           |
| Verhofstadt III         | 21 dicembre 2007  | Didier Reynders (1958)                       | Movimento Riformatore                    | 20 marzo 2008            | Alberto II del Belgio               |                   |                                           |
| Leterme I               | 2 marzo 2008      | Didier Reynders (1958)                       | Movimento Riformatore                    | 30 dicembre 2008         | Alberto II del Belgio               |                   |                                           |
| Van Rompuy              | 30 dicembre 2008  | Didier Reynders (1958)                       | Movimento Riformatore                    | 25 novembre 2009         | Alberto II del Belgio               |                   |                                           |
| Leterme II              | 25 novembre 2009  | Didier Reynders (1958)                       | Movimento Riformatore                    | 6 dicembre 2011          | Alberto II del Belgio               |                   |                                           |
|                         |                   | Steven Vanackere (1964)                      | Cristiano-Democratici e Fiamminghi       | Rupo                     | Alberto II del Belgio               | 6 dicembre 2011   | 5 marzo 2013                              |
|                         |                   | Koen Geens (1958)                            | Cristiano-Democratici e Fiamminghi       | Rupo                     | 5 marzo 2013                        | 11 ottobre 2014   | Filippo del Belgio                        |
|                         |                   | Johan Van Overtveldt (1955)                  | Nuova Alleanza Fiamminga                 | Michel I                 | 11 ottobre 2014                     | 9 dicembre 2018   | Filippo del Belgio                        |
|                         |                   | Alexander De Croo (1975)                     | Liberali e Democratici Fiamminghi Aperti | Michel II                | 9 dicembre 2018                     | 27 ottobre 2019   | Filippo del Belgio                        |
| Wilmès I                | 27 ottobre 2019   | Alexander De Croo (1975)                     | Liberali e Democratici Fiamminghi Aperti | 17 marzo 2020            |                                     |                   | Filippo del Belgio                        |
| Wilmès II               | 17 marzo 2020     | Alexander De Croo (1975)                     | Liberali e Democratici Fiamminghi Aperti | 1º ottobre 2020          |                                     |                   | Filippo del Belgio                        |
|                         |                   | Vincent Van Peteghem (1980)                  | Cristiano-Democratici e Fiamminghi       | De Croo                  | 1º ottobre 2020                     | 3 febbraio 2025   | Filippo del Belgio                        |
|                         |                   | Jan Jambon (1967)                            | Nuova Alleanza Fiamminga                 | De Wever                 | 3 febbraio 2025                     | in carica         | Filippo del Belgio                        |

### Esplicative
1. ↑  Già Ministro senza portafoglio.
2. ↑  Già Ministro della guerra.
3. ↑  Ad interim fino al 18 luglio 1848, ricopre anche la carica di Ministro dei lavori pubblici fino alla medesima data.
4. ↑  Già Ministro della giustizia.
5. ↑  Ricopre anche la carica di Capo di gabinetto dal 21 agosto 1874.
6. 1 2  Ricopre anche la carica di Capo di gabinetto.
7. ↑  Ricopre anche la carica di Capo di gabinetto dal 25 febbraio 1896.
8. ↑  Ricopre anche le cariche di Capo di gabinetto e di Ministro dei lavori pubblici.
9. 1 2 3  Ricopre anche la carica di Primo ministro.
10. ↑  Ricopre anche la carica di Primo ministro dal 16 dicembre 1921.
11. ↑  Ricopre anche la carica di Ministro delle colonie fino al 22 novembre 1926.
12. ↑  Ricopre anche le cariche di Ministro degli affari economici dal 22 novembre 1940 al 26 settembre 1944, di Ministro della difesa e di Ministro dei trasporti dal 22 novembre 1940 al 12 ottobre 1942.
13. ↑  Ricopre anche la carica di Vice Primo ministro fino al 25 aprile 1974.
14. ↑  Ricopre anche la carica di membro del gabinetto ristretto.
15. ↑  Ricopre anche le cariche di Vice Primo ministro e di Ministro del commercio estero.
16. ↑  Ricopre anche le cariche di Vice Primo ministro e di Ministro delle piccole imprese.
17. ↑  Ricopre anche le cariche di Ministro del commercio estero dal 23 giugno 1995 e di Vice Primo ministro dal 3 settembre 1995.
18. ↑  Ricopre anche le cariche di Vice Primo ministro e di Ministro per le riforme istituzionali dal 21 dicembre 2007.
19. ↑  Ricopre anche la carica di Vice Primo ministro e di Ministro dello sviluppo sostenibile, con delega alla funzione pubblica.
20. ↑  Con delega alla funzione pubblica.
21. ↑  Ricopre anche la carica di Ministro per la lotta alle frodi fiscali dal 21 maggio 2015.
22. ↑  Ricopre anche le cariche di Vice Primo ministro e, fino al 17 marzo 2020, di Ministro della cooperazione allo sviluppo.
23. ↑  Ricopre anche la carica di Vice Primo ministro.
24. ↑  Ricopre anche la carica di Vice Primo ministro e di Ministro delle pensioni.